# التراجع (مسلسل قصير)
التراجع (بالإنجليزية: The Undoing) مسلسل قصير إثارة نفسي أمريكي. يستند إلى رواية عام 2014 «كان يجب أن تعرف You Should Have Known» بقلم جان هانف كوريليتس، تم عرض المسلسل القصير لأول
مرة على «اتش بي اوه HBO» في 25 أكتوبر 2020. المسلسل من بطولة نيكول كيدمان وهيو جرانت، ومن تأليف وإنتاج ديفيد إي كيلي وإخراج سوزان بير. المسلسل يتكون من ستة حلقات.

## طاقم التمثيل
- نيكول كيدمان: في دور جريس فريزر
- هيو غرانت: في دور جوناثان فريزر
- دونالد ساذرلاند: في دور فرانكلين راينهاردت
- إدجار راميريز: في دور المحقق جو ميندوزا
- نوا جوبي: في دور هنري فريزر
- ليلي رابي: في دور سيلفيا شتاينتز
- ماتيلدا دي أنجيليس: في دور إيلينا ألفيس
- إسماعيل كروز كوردوفا: في دور فرناندو ألفيس
- ايدان الكسندر: في دور ميجيل ألفيس
- أنالي أشفورد: في دور أليكسيس يونج
- فالا تشين: في دور جولين ماكول
- طارق ديفيس: في دور مايكل هوفمان
- مايكل ديفاين: في دور المحقق بول أورورك
- ماريا ديزيا: في دور ديان بورتر
- فيديت ليم: في دور أماندا إيموري
- جانيل مولوني: في دور سالي مايبري
- مات ماكجراث: في دور جوزيف هوفمان
- جيريمي تشاموس: في دور روبرت كونافير
- تريسي شيمو باليرو: في دور ريبيكا هاركنيس
- جيسون كرافيتس: في دور الدكتور ستيوارت روزنفيلد
- نوما دومزويني: في دور هالي فيتزجيرالد
- صوفي جروبول: في دور كاثرين ستامبر
- دوجلاس هودج: في دور روبرت أديلامن
- أدريان لينوكس: في دور القاضية ليلى

## أحداث المسلسل
جريس فريزر معالجة نفسية ناجحة، تعيش في مدينة نيويورك مع زوجها جوناثان، طبيب أورام الأطفال، وابنهما الصغير هنري، الذي يدرس في مدرسة ريردون المعروفة بأنها مدرسة أبناء النخبة. تساعد جريس بعض أمهات مدرسة ريردون الآخرين في التخطيط لإجراء مزاد لجمع التبرعات للمدرسة، حيث تلتقي بامرأة غامضة تدعى إيلينا. تجمع السيدات للتحضير للمزاد، وتظهر إيلينا وهي منعزلة نفسيا عن باقى الامهات، تحمل على صدرها ابنتها الرضيعة. تخلع إيلينا ماترتديه لتظهر نصفها العلوى عاري وتبدأ في إرضاع صغيرتها وسط ذهول السيدات. تواصل غريس لقاء إيلينا خلال الأيام العديدة التالية، حيث تجدها في حمام صالة الألعاب الرياضية، وتقترب منها إيلينا عارية تمامًا للتحدث مع جريس والتدليل على لطفها. تروي جريس لزوجها جوناثان عن إيلينا ويطلق عليها جوناثان لقب «المتعرية». تذهب جريس وجوناثان إلى المزاد، حيث تجد إيلينا تبكي في الحمام، وأثناء مغادرة إيلينا المزاد، تقبل إيلينا جريس على شفتيها في المصعد بطريقة لا تخلو من الاثارة، مما يذهل جريس. في اليوم التالي، يكتشف ابن إيلينا الصغير جثتها في الاستوديو الخاص بها، وتستمر الأحداث في غموض واثارة.

## حلقات المسلسل
الحلقة الأولى: التراجع The Undoing
الحلقة الثانية: المفقود The Missing
الحلقة الثالثة: لا تؤذي Do No Harm
الحلقة الرابعة: لا نرى الشر See No Evil
الحلقة الخامسة: محاكمة بالغضب Trial by Fury
الحلقة السادسة: الحقيقة الدموية The Bloody Truth

## الإنتاج
تم اختيار نيكول كيدمان في دور البطولة في نوفمبر 2018، ثم أُعلن أن هيو جرانت ودونالد ساذرلاند قد تم اختيارهم في أدوار البطولة الأخرى، وتوالى التعاقد مع الممثلين حتى أبريل 2019، كما حذث بعض التأخير بسبب وباء كوفيد 19.

## استقبال المسلسل
منح موقع الطماطم الفاسدة هذا المسلسل تقييم بنسبة 76% بناء على آراء 74 ناقد، وقال إجماع نقاد الموقع: «التراجع هو لغز جميل يستفيد بشكل كبير من أداء نيكول كيدمان وهيو جرانت إذا كانت قصته فقط قوية مثل قوتها النجمية.» ومنح موقع ميتاكريتيك المسلسل  64 من أصل 100 بناءً على آراء 31 ناقد، ويشير النقد إلى «تقييمات إيجابية بشكل عام».
كتبت كريستين بالدوين من المجلة الشهرية الأمريكية «وسائل الترفيه الأسبوعي Entertainment Weekly»: «من خلال كل التوجهات الخاطئة، والقرارات الشخصيات الغبية، والتحولات الحالمة، فان مسلسل» التراجع«جعلني في حالة تخمين مستمر، وبالطبع شماتة من سوء حظ الجميع»، ومنحت المسلسل درجة "B". منح ألان سيبينوال من مجلة «الرولنج ستون» المسلسل 2 من أصل 5 نجوم وقال: «كل شيء معروف ومحفوظ عن ظهر قلب للغاية، مثل نسخة من أفلام التسعينيات متوسطة الميزانية الذي كان من الممكن أن يقوم ببطولته كيدمان وجرانت بشهرتهما المعروفة».

## وصلات خارجية
- التراجع (مسلسل قصير) على موقع IMDb (الإنجليزية)
- التراجع (مسلسل قصير) على موقع ميتاكريتيك (الإنجليزية)
- التراجع (مسلسل قصير) على موقع روتن توميتوز (الإنجليزية)
- التراجع (مسلسل قصير) على موقع فيلمافينيتي (الإسبانية)
- التراجع (مسلسل قصير) على موقع كينوبويسك (الروسية)
- التراجع (مسلسل قصير) على موقع ألو سيني (الفرنسية)
- التراجع (مسلسل قصير) على موقع قاعدة بيانات الفيلم (الإنجليزية)